# Rue Jean-Pierre-Blanchard
Pour l’article homonyme, voir Rue Blanchard.
La rue Jean-Pierre-Blanchard est une voie de Toulouse, chef-lieu de la région Occitanie, dans le Midi de la France.

## Situation et accès

### Description
La rue Jean-Pierre-Blanchard est une voie publique. Elle se trouve dans le quartier Saint-Michel.
La chaussée compte une seule voie de circulation automobile en sens unique. Elle appartient à une zone 30 et la vitesse y est limitée à 30 km/h. Il n'existe pas de piste, ni de bande cyclable, quoiqu'elle soit à double-sens cyclable.

### Voies rencontrées
La rue Jean-Pierre-Blanchard rencontre les voies suivantes, dans l'ordre des numéros croissants (« g » indique que la rue se situe à gauche, « d » à droite) :
1. Rue Notre-Dame
2. Impasse Jean-Pierre-Blanchard (g)
3. Rue du Gorp

## Odonymie

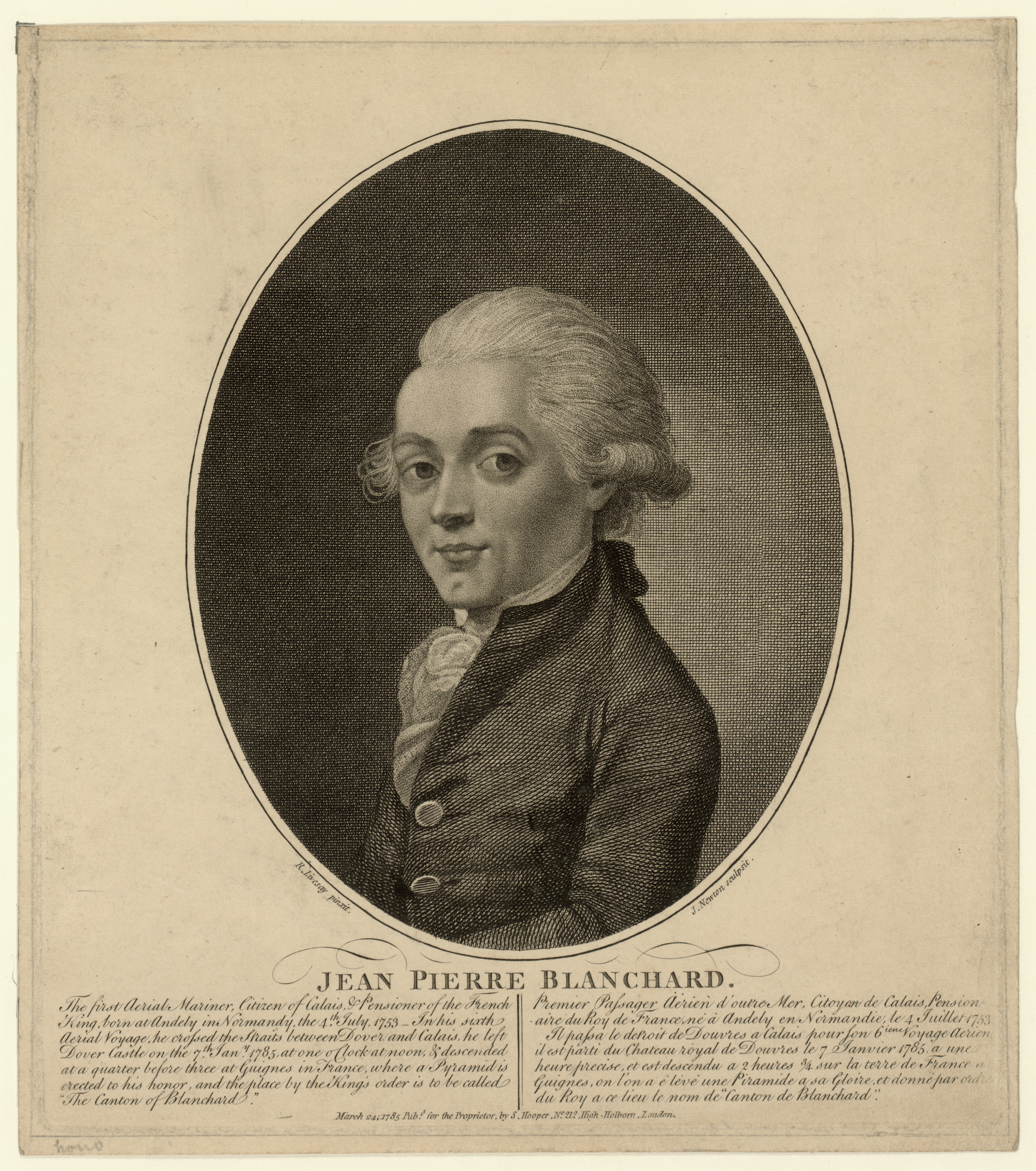
Portrait de Jean-Pierre Blanchard par J. Newton et R. Livesay (1785, Bibliothèque du Congrès).

La rue est nommée en hommage à Jean-Pierre Blanchard (1753-1809), aéronaute qui effectua entre 1784 et 1808 66 ascensions en ballon en France, en Grande-Bretagne, dans les Provinces-Unies, dans le Saint-Empire et aux États-Unis. Il effectua la première traversée de la Manche en ballon, le 7 janvier 1785. Il fut par ailleurs l'époux de Sophie Blanchard (1778-1819), première femme aérostière.
Au XIXe siècle, la rue Jean-Pierre-Blanchard n'était qu'une impasse qui, ouvrant sur la rue Notre-Dame, en portait naturellement le nom. Il lui venait d'une statue de la Vierge Marie qui se trouvait dans une niche à l'angle d'une maison de la rue Notre-Dame et de la grande-rue Saint-Michel. En 1867, la rue fut également désignée comme la rue Mariban ou Maniban, mais ce nom ne fut pas conservé.

## Patrimoine et lieux d'intérêt
- no  8 : résidence universitaire Notre-Dame[4].
- no  17 : collège Émile-Zola (1963 ; 1973-1974)[5].